# Ragimli (ort i Azerbajdzjan, Aghsu)
Ragimli (ryska: Рагимли) är en ort i Azerbajdzjan.   Den ligger i distriktet Ağsu Rayonu, i den centrala delen av landet, 130 km väster om huvudstaden Baku. Ragimli ligger 39 meter över havet och antalet invånare är 741.
Terrängen runt Ragimli är platt, och sluttar söderut. Närmaste större samhälle är Aghsu, 13,7 km norr om Ragimli.
Trakten runt Ragimli består till största delen av jordbruksmark. Runt Ragimli är det ganska tätbefolkat, med 60 invånare per kvadratkilometer.